# Diepoldsauer Straße
Die Diepoldsauer Straße (L 46) ist eine Landesstraße im österreichischen Bundesland Vorarlberg. Sie verbindet auf einer Länge von etwa 1,7 Kilometern die Vorarlberger Straße in der Stadt Hohenems mit der schweizerischen Gemeinde Diepoldsau. Mit einer Länge von nur 1,7 Kilometern zählt die Diepoldsauer Straße zu den kürzesten Landesstraßen in Vorarlberg.

## Straßenführung
Ursprünglich, bis zur Trassenverlegung der Vorarlberger Straße (L 190) im Hohenemser Ortsgebiet im Jahr 2010, zweigte die Diepoldsauer Straße von dieser im rechten Winkel nahe dem Jüdischen Viertel der Stadt Hohenems ab. Nachdem die Vorarlberger Straße als Hauptdurchzugsstraße der Stadt aber verlegt wurde, um das historische Zentrum zu entlasten, zweigt die Diepoldsauer Straße nunmehr etwa 100 Meter weiter westlich von der neuen Trasse der Vorarlberger Straße ab, kurz bevor die Gleise der Bahnstrecke Lindau–Bludenz unterquert werden. Auf nahezu gerader Strecke führt die Diepoldsauer Straße dann durch dichtbebautes Hohenemser Siedlungsgebiet und überquert nach etwa 900 Metern den Emsbach.
Kurz danach trifft die Diepoldsauer Straße in einem großzügigen Kreisverkehr inmitten eines Gewerbegebiets auf die Rheinstraße (L 203) und quert diese im Zuge des Kreisverkehrs. Anschließend daran führt die Straße immer noch im Hohenemser Gewerbegebiet direkt auf einen weiteren Kreisverkehr zu, der dem Anschluss an die Rheintal/Walgau Autobahn (A 14) im Rahmen der Anschlussstelle Hohenems dient. Unter der Autobahn hindurch gelangt der Straßenverlauf zunächst zum österreichischen Grenzposten und anschließend zur Paul-Grüninger-Brücke über den Alten Rhein, die Österreich mit der Schweiz verbindet. Die darauf folgende durch Diepoldsau führende Schweizer Hauptstrasse 445 verbindet die Diepoldsauer Straße mit der Autobahn A13 (AS 3 Widnau).